# Dagmar Rehak
Dagmar Rehak, nach Heirat Dagmar Frese (* 16. Januar 1956 in Heidenheim an der Brenz), ist eine ehemalige deutsche Schwimmerin und Olympiateilnehmerin. Die 1,67 m große und 59 kg schwere Athletin startete für die SSG Saar Max Ritter in Saarbrücken.

## Sportliche Leistungen
Sie gewann sechs Deutsche Meisterschaften, über 100 m Brust 1974, 1977 und 1980 und über 200 m Brust: 1974, 1975 und 1978. Zu beiden Strecken startete sie bei den Olympischen Spielen 1976 in Montreal, schied aber schon in den Vorläufen aus. Die 4 × 100-m-Lagenstaffel, die sie zusammen mit Angelika Grieser, Gudrun Beckmann und Marion Platten schwamm, wurde im Vorlauf disqualifiziert.
Darüber hinaus nahm sie an zwei Europameisterschaften – 1974 in Wien und 1977 in Jönköping – sowie an den Weltmeisterschaften 1978 in Berlin teil, wo sie sich bei ihren Einzelstarts für die Finalläufe qualifizieren konnte und als Mitglied der 4 × 100-m-Lagenstaffel eine Bronzemedaille gewann. Das Team (Heike John, Dagmar Rehak, Karin Seick und Jutta Meeuw) benötigte 1974 in Jönköping 4:19,05 min und musste sich nur den Schwimmerinnen aus der DDR (Gold in 4:14,35 min) und der Sowjetunion (Silber in 4:18,12 min) geschlagen geben.